# الحلين (العنصر)
الحلين هو دُوَّار يقع بجماعة بني يدر، إقليم تطوان، جهة طنجة تطوان الحسيمة في المملكة المغربية. ينتمي الدوّار لمشيخة العنصر التي تضم 25 دوار. يقدر عدد سكانه بـ 72 نسمة حسب الإحصاء الرسمي للسكان والسكنى لسنة 2004.

## روابط خارجية
- البوابة الوطنية للجماعات الترابية
- المندوبية السامية للتخطيط